# Aachenski mir (812)
Aachenski mir je mirovni sporazum, ki sta ga v Aachnu leta 812 podpisala frankovski kralj Karel Veliki in bizantinski cesar Mihael I. Rangab. Bil je posledica sporov zaradi kronanja Karla Velikega za rimskega cesarja, saj je ta naslov že nosil predstavnik Bizantinskega cesarstva. Poleg tega sta se velikanski državi v Italiji stikali in nekje celo posegali druga v drugo, kar je sprožilo marsikatere polemike.
S tem sporazumom so se končale sovražnosti, oblikovala se je mejna črta po ozemlju južnih Slovanov in hkrati pa je Bizanc potrdil karolinški imperij.